# Сатре (міфологія)
Сатре — в етруській міфології бог підземного світу, ім'я якого фігурує на так званій печінці з П'яченци — бронзовій моделі, яка використовувалася для гаруспіцій.
Ім'я з'являється у зоні XII  — «темній та негативній» зоні моделі. Очевидно, це було лякаюче, небезпечне божество, можливо, пов'язане зі згадуваними Плінієм Старшим у «Природній історії» «нижніми» блискавками, які за віруваннями етрусків виходять з-під землі. Аналогічне місце на моделях печінки у римлян, згідно з Марціаном Капелле, займав Сатурн, що дає підставу для ототожнення цих богів; існує також лінгвістична теорія, що пов'язує ці два імені. Як і Сатурн у римлян, етруський Сатре, мабуть, поєднував функції покровителя природи і рослин і божества-громовержця.